# Rezolucja Rady Bezpieczeństwa ONZ nr 1654
Rezolucja Rady Bezpieczeństwa ONZ nr 1654 została uchwalona 31 stycznia 2006 podczas 5360. posiedzenia Rady, odbywającego się w Nowym Jorku.
Rezolucja dotyczy monitorowania przestrzegania embarga na handel bronią z Demokratyczną Republiką Konga, nałożonego w rezolucjach 1493 i 1596. Nakazuje Sekretarzowi Generalnemu ponowne powołanie w ciągu 30 dni Grupy Ekspertów utworzonej na mocy rezolucji 1533 i 1596. Daje ekspertom czas do 10 lipca 2006 na przygotowanie raportu o stanie przestrzegania embarga. Ma on następnie zostać przedstawiony Radzie. 